# Anochetus bequaerti
Anochetus bequaerti é uma espécie de formiga do gênero Anochetus, pertencente à subfamília Ponerinae.